# جول بيارجيه
جول بيارجيه (بالفرنسية: Jules Baillarger)‏ (اسمه الكامل جول غابرييل فرانسوا بيارجيه) هو عالم فرنسي في مجال طب الأعصاب والطب النفسي؛ من مواليد 25 مارس/آذار 1809 ووفيات 31 ديسمبر/كانون الأول 1890.